# Bernhard Brink
Bernhard Brink (Nordhorn, 17 mei 1952) is een Duitse schlagerzanger, tv- en radiopresentator.

## Carrière
Bernhard Brink is de zoon van een architect, die in het begin van de jaren 1970 naar Berlijn verhuisde om een jurastudie te volgen, die hij echter beëindigde ten gunste van de muziek. Hij ondertekende een platencontract bij het platenlabel Hansa Records. Tussen 1974 en 1981 zong hij twaalf nummers de Duitse hitlijst in, allen echter met een lage notering. Zijn grootste succes was Liebe auf Zeit met een 13e plaats. Zijn nummers bezorgden hem veel fans. De meeste nummers waren aanpassingen van Engelse poptitels, meestal uit de pen van Nicky Chinn en Mike Chapman.
In de jaren 1980 verwisselde hij meermaals van platenlabel. Zijn populariteit ging in het midden van de jaren 1980 terug, maar hij bracht wel nog regelmatig producties op de markt. Zesmaal flopten zijn deelnames aan de voorronden van het Eurovisiesongfestival: In 1979, 1984, 1987, 1988, 1992 en 2002. Bij twee pogingen zong hij met een vrouwelijke partner, Gilda (1988) en Ireen Sheer (2002). Van 1989 tot 1991 werden zijn nummers gecomponeerd en geproduceerd door Matthias Reim.
In het verloop van de jaren 1990 presenteerde Brink schlagerprogramma's op de Berlijnse radiozender Hunderd,6 en tv-uitzendingen, zoals Das Deutsche Schlagermagazin en Schlager des Jahres. In het begin van de jaren 1990 was hij nog eens succesvol. In 1991 behaalde hij bij het Erste Deutsche Songfestival de 2e plaats met het nummer Geh' (eh' ich den Kopf total verlier) achter Nicole. In september 2007 nam hij de uitzending Sonntagsvergnügen bij de radiozender Antenne Brandenburg over van de langjarige presentator Ekki Göpelt. In 2009 had hij een cameo-optreden in de film Isch kandidiere!, waarin hij zich als C-prominent zelf in het ootje neemt. In 2014 was hij, samen met Sarah Latton, deelnemer aan de zevende aflevering van de RTL-show Lets Dance. Hij is officieel ambassadeur voor de Deutsche José Carreras Leukämie-Stiftung. In februari 2016 maakte hij tijdens het Glückwunschfest met Florian Silbereisen zijn aftreden bekend bij de uitzendingen Schlager des Sommers en Schlager des Jahres, waarna hij Florian voorstelde als zijn opvolger. In april was hij deelnemer bij de grote ProSieben Völkerball Meisterschaft.

## Privéleven
Bernhard Brink leerde in 1981 de gediplomeerde administratrice Ute kennen en huwde haar in 1987. Samen wonen ze in Berlijn.

## Discografie

### Singles
- 1971: Bombenfest
- 1972: Wo steht das geschrieben?
- 1973: Ich hör' ein Lied
- 1973: Bist du einsam und allein
- 1973: Auf der Straße des Glücks
- 1974: Liebe kann man nicht verbieten
- 1975: Ich bin noch zu haben
- 1975: Dann sag' ja
- 1976: Liebe auf Zeit
- 1976: Ich hab' geglaubt, du liebst mich
- 1976: Wenn aus Freundschaft Liebe wird
- 1977: Danielle
- 1978: Alles braucht seine Zeit
- 1978: Hab' ich zuviel verlangt
- 1978: Bevor das letzte Glas zerbricht
- 1979: Frei und abgebrannt
- 1979: Ich wär' so gern wie du
- 1979: Madeleine
- 1980: Viel zu jung
- 1980: Fieber
- 1980: Wenn and're schlafen
- 1981: Du entschuldige – Ich kenn’ dich
- 1981: Dich vergeß’ ich nie
- 1982: Du natürlich
- 1982: Say You Want Me (Engelse versie van Du natürlich)
- 1982: Ich komme zu dir zurück
- 1983: Ich kämpfe um dich
- 1983: Dafür leb ich
- 1983: Geh' oder bleib’
- 1984: Liebe ist
- 1984: Willkommen im Dschungel
- 1985: Unverwundbar
- 1985: Nikita – Du in deiner Welt
- 1986: In einem anderen Land

- 1987: Amanda's Augen
- 1988: Komm ins Paradies (met Gilda)
- 1988: Von Casablanca nach Athen
- 1988: Danke, liebe Mutti
- 1989: Griechische Nacht
- 1990: Blondes Wunder
- 1990: Ich fühle wie du
- 1991: Ich glaub' dir jede Lüge
- 1991: Geh' (eh' ich den Kopf total verlier)
- 1992: Hast du Lust
- 1992: Der letzte Traum
- 1992: Du gehst fort (met Ireen Sheer)
- 1993: Du, ich bin immer da
- 1993: Die Flügel meiner Träume
- 1994: Und wär's eine Sünde
- 1994: Komm' und führ' mich in Versuchung
- 1995: Nie mehr (will ich ohne dich sein)
- 1996: Marie-Christine
- 1996: Mit dir werden Wunder noch wahr
- 1997: Heute habe ich an dich gedacht
- 1997: Vergiss mein Herz nicht, wenn du gehst
- 1998: Alles auf Sieg
- 1999: Verrückt nach dir
- 1999: Erst willst du mich, dann willst du nicht
- 1999: Domenica
- 2000: Vorbei ist vorbei
- 2000: Wo bist du
- 2001: Lieder an die Liebe
- 2001: Erst machst du auf Liebe…
- 2001: Ich lieb' zuviel
- 2002: Es ist niemals zu spät (met Ireen Sheer)
- 2002: Was ist denn jetzt kaputt?
- 2002: Alles klar!
- 2002: Du hast mich verhext

- 2003: Geiz ist geil
- 2003: Ich will…
- 2003: Liebe auf Zeit 2003
- 2003: Ich will die Nacht mit dir
- 2005: Geh doch
- 2005: Sag ihr mal "danke"
- 2005: Am allerliebsten
- 2006: Die Zeit heilt keine Wunden
- 2006: Eine Nacht verzeih'n
- 2006: Mein Traum
- 2007: Alles durch die Liebe (met Simone Stelzer)
- 2007: Ausgerechnet Du
- 2007: Liebe XXL
- 2008: Caipirinha
- 2008 - Offene Arme
- 2008: Wie kann man so bescheuert sein
- 2008: Super geile Zeit
- 2009: Geliebt, gehasst, geweint
- 2009: Ich bin nicht gut für dich
- 2010: Vorbei ist nicht vorbei
- 2010: 7 Tafeln Schokolade
- 2010: So oder so
- 2010: Die Liebe
- 2011: Der glücklichste Mann der Welt
- 2012: Wie weit willst du gehn
- 2012: Kein anderes Wort für immer
- 2012: Gefallene Engel
- 2013: Es geht auch anders
- 2013: Te ne vai (met Allessa)
- 2013: White Christmas
- 2013: Aus dem Leben gegriffen
- 2016: Von hier bis zur Unendlichkeit
- 2016: Giganten
- 2016: Wenn der Vorhang fällt

### Studioalbums
- 1976: Ich bin noch zu haben
- 1977: Erinnerungen
- 1980: Ein Schritt nach vorne
- 1980: Ich wär' so gern wie du
- 1982: Einfach so
- 1988: Ich denk an dich
- 1990: Ich fühle wie du
- 1991: …Hast du Lust
- 1995: Ich bin immer da
- 1995: Lass’ uns reden
- 1997: Mitten im Leben
- 1999: Alles auf Sieg
- 2000: Direkt
- 2001: Direkt mehr
- 2002: Es ist niemals zu spät
- 2002: Jetzt erst recht!
- 2004: Unkaputtbar
- 2005: Verdammt direkt
- 2006: 33
- 2007: Stier
- 2009: Schlagertitan
- 2010: So oder so
- 2012: Wie weit willst du gehn
- 2014: Aus dem Leben gegriffen

### Kerstalbum
- 1995: Weihnachten mit Bernhard Brink

### Luisterboek
- 2004: Bohlen ... mein Fahrer

## Onderscheidingen
- Feste der Volksmusik#Die Eins der Besten
  - 2017 - voor Radio-hit van het jaar (Von hier bis zur Unendlichkeit)
- Goldene Stimmgabel
  - 1993
- smago! Award
  - 2014 - voor Titanen-Award
  - 2016 - voor de succesvolste MDR-uitzending van het jaar + de 100e single Von hier bis zur Unendlichkeit
  - 2017 - voor de radio-hit van het jaar Von hier bis zur Unendlichkeit
  - 2017 - Giganten Danke Award (voor 21 jaar presentatie van de uitzending Die Schlager des Jahres)

- Gemeinsame Normdatei: 129634506
- Library of Congress Control Number: no2017151728
- MusicBrainz: 49b86e3d-55f5-4970-ac41-4867f36cb6b4
- Nationale Bibliotheek van Tsjechië: xx0151876
- Système universitaire de documentation: 104460202
- Virtual International Authority File: 233586015
- WorldCat: E39PBJcgBYxvY8Myvtm4TPX8G3